# Ponilala
Ponilala ist ein osttimoresischer Suco im Verwaltungsamt Ermera (Gemeinde Ermera).

## Geographie
Ponilala liegt im Nordwesten des Verwaltungsamts Ermera. Südöstlich liegt der Suco Poetete Vila. Im Nordosten grenzt Ponilala an das Verwaltungsamt Railaco mit seinem Suco Matata und im Südwesten an das Verwaltungsamt Hatulia B mit seinen Sucos Lisapat und Fatubolo. Im Norden liegen die zur Gemeinde Liquiçá gehörenden Verwaltungsämter Liquiçá (mit dem Suco Açumanu) und Bazartete (mit dem Suco Leorema). Die Nordgrenze bildet der Fluss Gleno, in den auch der westliche Grenzfluss Lendeum fließt. Die beiden gehören zum Flusssystem des Lóis.
Ponilala hat eine Fläche von 8,54 km². Der Suco teilt sich auf in die fünf Aldeias Cota Heu, Eroho, Hatuposi, Nunupu und Sacoco.
Größere Straßen fehlen. Im Süden liegen die Dörfer Cota Heu (Cotaheu, Kotaheo) und Eroho, im Osten Nunupu und Hatuposi (Hatoposi) und im Norden Sacoco (Sakoko), das sich in einen Nord- und ein Süddorf aufteilt. In Eroho und Sacoco befinden sich Grundschulen. Eine davon ist die Escola Primaria No. 188 Ponilala.

## Einwohner

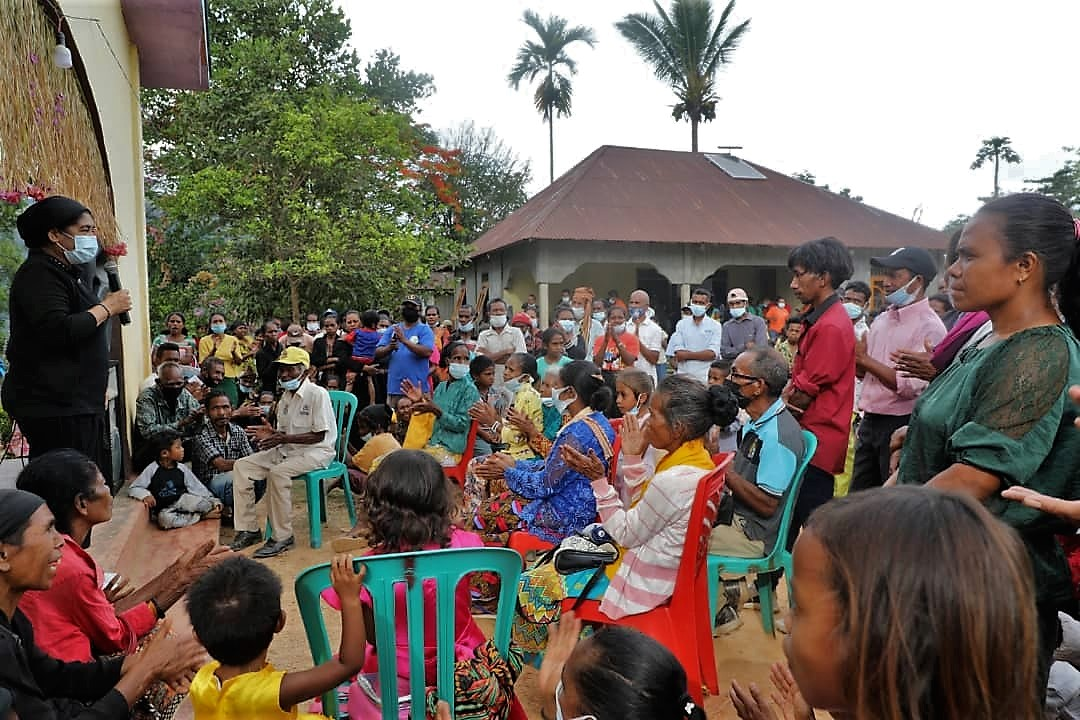
Infokampagne zur COVID-19-Impfung an der Kapelle in Sacoco (2021)

Im Suco leben 4.055 Einwohner (2022), davon sind 2.052 Männer und 2.003 Frauen. Im Suco gibt es 766 Haushalte. Fast 63 % der Einwohner geben Mambai als ihre Muttersprache an. Über 36 % sprechen Tetum Prasa.

## Geschichte

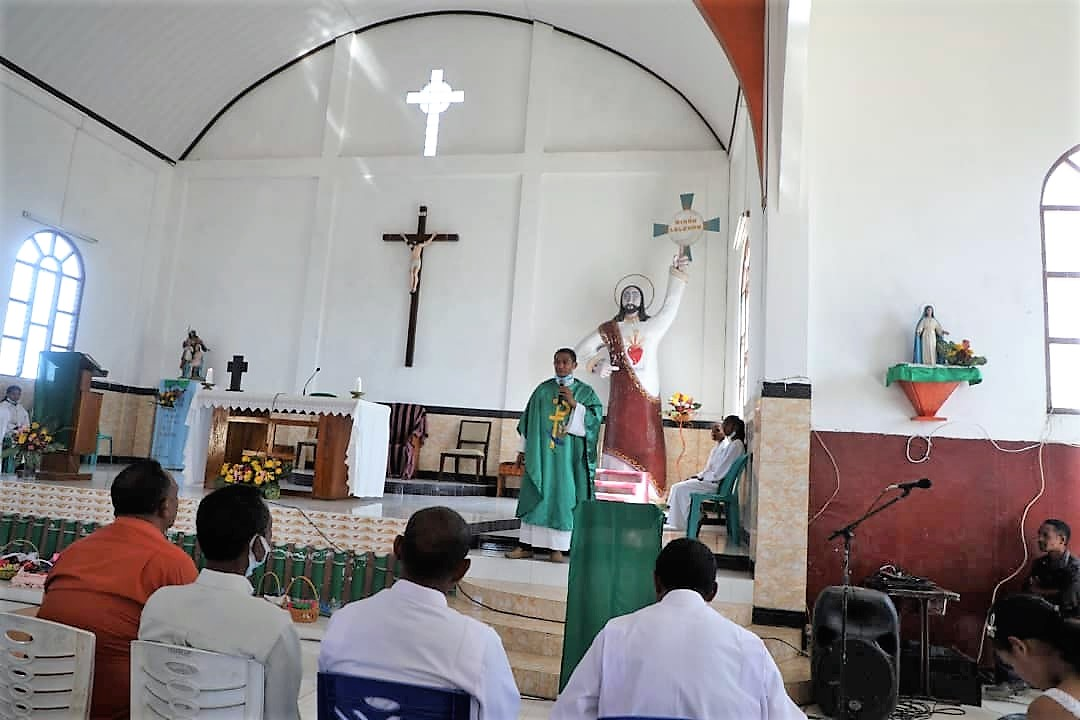
Gottesdienst in der Kirche von Ponilala

Anfang 1979 wurden etwa hundert Männer aus Ponilala und der bisherigen Distriktshauptstadt Ermera von der indonesischen Besatzungsmacht an den Ort gebracht, wo heute die Stadt Gleno steht. Das indonesische Militär zwang die Männer, das bisher unbewohnte Gebiet zu roden und von der Vegetation zu befreien, damit hier die neue Stadt gebaut werden konnte. Erfüllten die Zwangsarbeiter ihr Tagespensum nicht, wurden sie zur Bestrafung gefoltert. Drei Männer, die zu krank zum Arbeiten waren, wurden von den Soldaten umgebracht. Da man in der Zeit keine Gärten anlegen konnte, erfolgte die Versorgung mit Nahrungsmitteln durch das Militär. Als die Arbeiten an der neuen Distriktshauptstadt Gleno 1983 beendet waren, stellte das Militär die Versorgung ein. Die Familien der Zwangsarbeiter wurden nun ebenfalls nach Gleno zwangsumgesiedelt. Weil immer noch keine Gärten zur Grundversorgung angelegt worden waren, kam es zu Todesfällen durch Verhungern. Erst ab 1985 durften sich die Bewohner Glenos frei bewegen.

## Politik
Bei den Wahlen von 2004/2005 wurde Amaro Silverio dos Santos zum Chefe de Suco gewählt. Bei den Wahlen 2009 gewann Jacinto de Jesus Madeira und 2016 Amaro Silveiro dos Santos.

## Persönlichkeiten
- Marcus Soares Martins (* 1978), Politiker